# Grotte di Scurati
Le Grotte di Scurati sono un antico insediamento preistorico e un geosito speleologico. Sorgono in prossimità della frazione di Scurati del comune di Custonaci, in provincia di Trapani. Accoglie al suo interno un piccolo borgo di case, abitato dal 1819 fino alla metà del '900.

## Gli scavi
I primi studi archeologici sono stati condotti dal marchese Guido Dalla Rosa nel 1870 e dal  paleontologo francese Raymond Vaufrey nel 1925. All'interno sono state trovate tracce di presenza umana (utensili di selce, graffiti) risalenti al Paleolitico superiore. Gli ultimi scavi sono stati effettuati dalla Soprintendenza dei beni culturali di Trapani sotto la direzione di Sebastiano Tusa.

## Le grotte

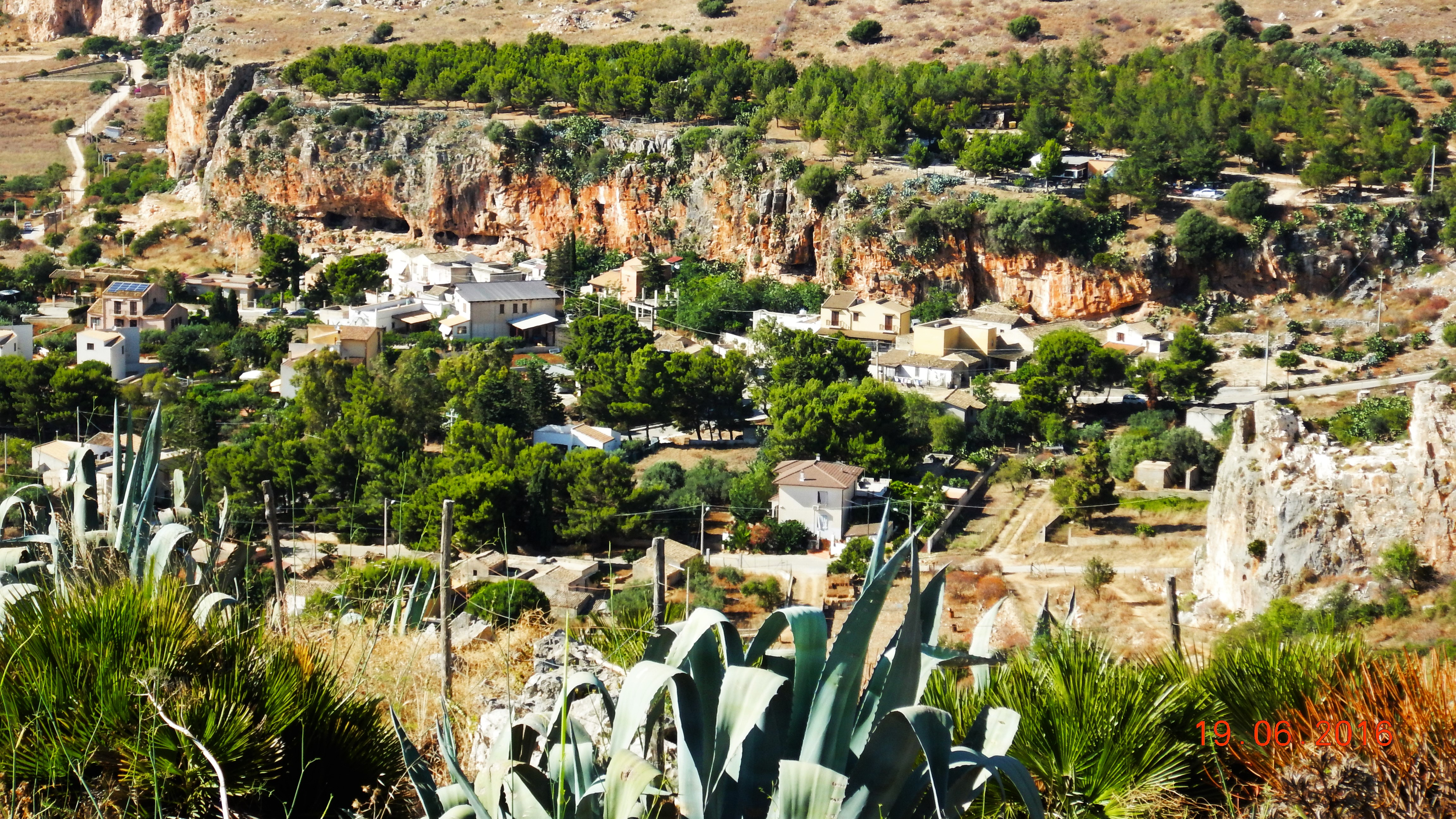
Panoramica delle grotte

Si tratta complessivamente di nove grotte. Alcune si trovano all'interno della riserva naturale orientata Monte Cofano.
- Mangiapane,
- Buffa,
- del Crocifisso,
- Rumena,
- Miceli,
- Cufuni,
- della clava,
- Maria Santissima,
- Abisso del Purgatorio

### Grotta Mangiapane

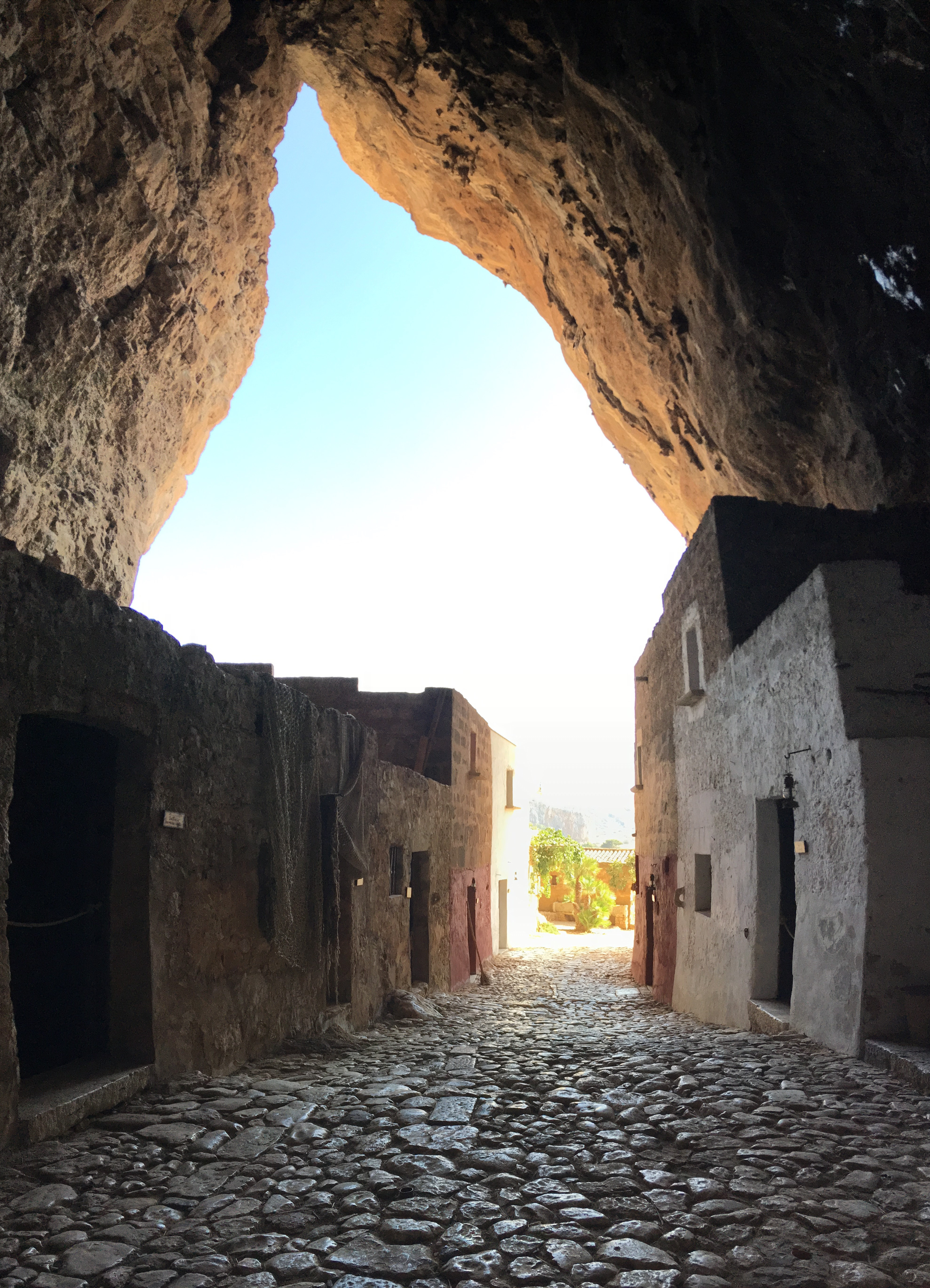
La grotta Mangiapane vista interna.

La grotta Mangiapane, la più grande, alta circa 70 metri, larga 13 e profonda 50, è chiamata anche Grotta degli Uffizi. La grotta era abitata fino agli anni '50 e apparteneva alla famiglia Mangiapane. Scavi archeologici condotti nel 2004 hanno rivelato la presenza di ceramica preistorica del Neolitico antico e medio. Una seconda grotta, denominata anch'essa Mangiapane (Mangiapane II), si trova un centinaio di metri più ad ovest, lungo la stessa falesia rocciosa. In questa grotta, nel 1925, venne condotto uno scavo archeologico diretto dal paletnologo francese Raymond Vaufrey, coadiuvato dall'archeologo italiano Ugo Rellini. Lo scavo mise in luce i resti di un focolare contenente ceramica della media età del Bronzo (cultura di Thapsos) e abbandonati reperti litici in selce riferibili alla fine del Paleolitico superiore (fase Epigravettiano Finale). Alcuni di questi reperti sono esposti presso il museo Pepoli di Trapani, mentre la restante parte della collezione si trova nel Museo Salinas di Palermo e presso il Museo Etno-Antropologico di Parigi.
Nella grotta è stato girato l'episodio Il ladro di merendine della serie televisiva Il commissario Montalbano.

#### Il presepe vivente
Dal 1983 si svolge nel periodo natalizio la manifestazione denominata "Presepe vivente di Custonaci - La Natività e i Mestieri Tradizionali".
Si tratta di un presepe vivente in cui rivivono le tradizioni contadine e artigianali di quel territorio, e che coinvolge tutti gli abitanti del paese. Vi prendono parte circa 160 persone. Per questo nel 2006 è stato riconosciuto nel Registro Eredità Immateriali della Sicilia.

### Grotta Rumena
Ubicata nell’omonima contrada, a circa 100 metri s.l.m., la grotta Rumena è stata esplorata da Raimond Vaufrey nel 1925, che la definì una delle più belle del territorio. Numerose concrezioni e selci di varia natura sono state ritrovate al suo interno. La grotta si presenta con una sala a forma di forno, larga 3 metri e profonda circa 13 metri. Fu usata come fortificazione durante le invasioni saracene..
La Grotta Rumena 1 è stata riconosciuta nel 2015 geosito di tipo speleologico di rilevanza mondiale, dall'assessorato Territorio e ambiente della Regione Siciliana e la gestione affidata al comune. Alla base del riparo antistante la grotta sono alcuni segni lineari incisi di epoca preistorica.